# Das grosse Abenteuer
Das grosse Abenteuer war eine Heftreihe des Österreichischen Buchklubs der Jugend, erschienen im Verlag Jugend und Volk. Im Format der populären Heftromane gehalten, gehört diese Ausgabe zur sogenannten guten Jugendliteratur. Diese Hefte wurden, vor allem in Österreich und der Schweiz, von verschiedenen Organisationen herausgegeben um ein Gegenstück zu den normalen „Schund-Heften“ zu bilden.

## Intention dieser Reihe
Laut Verlag war diese Serie für ein bereits eher jugendliches Publikum gedacht. Nach dem Erklimmen der goldenen Leiter wurde diese Reihe erreicht. Hier wurde mit guter Literatur, jedoch deutlich abenteuerlicheren Stoffen, der Leser weiter weg von denen als Schundliteratur betrachteten Heftromanen geführt.